# Feröeri labdarúgó-bajnokság
A Feröeri labdarúgó-bajnokság Feröer nemzeti labdarúgó-bajnoksága, amelyet a Feröeri labdarúgó-szövetség szervez. A bajnokságot 1942-ben alapították.
A férfiaknál négy osztály létezik:
- Vodafonedeildin
- 1. deild
- 2. deild
- 3. deild

A nőknél két osztályban rendezik meg a bajnokságot:
- 1. deild
- 2. deild

A játékosok a felsőbb osztályokban is jellemzően csak félprofi szerződést kapnak, azaz a játék mellett dolgozniuk kell a megélhetésért.